# Kepler-174 d
Kepler-174 d è un pianeta extrasolare della costellazione della Lira.

## Caratteristiche
Il pianeta Kepler 174 d orbita a circa 0.677 UA dalla sua stella in 247,354 giorni. Ha circa 5,43 masse terrestri e un raggio di 2,19 raggi terrestri, con una densità di 3,36 g/cm³.

## Abitabilità
Mentre i due pianeti più interni sono troppo caldi per essere potenzialmente abitabili, di particolare interesse è d, il terzo e più distante dalla stella, che potrebbe avere acqua liquida in superficie, condizione indispensabile per ospitare forme di vita così come la conosciamo. Kepler-174 d si trova al limite più esterno della zona abitabile, dove riceve il 53% della radiazione che la Terra riceve dal Sole; la temperatura di equilibrio, a seconda dell'albedo considerata e ipotizzando che non sia in rotazione sincrona, è compresa tra 174 e 229 K. Tuttavia come detto il pianeta potrebbe essere un nano gassoso.